# Ospriocerus diversus
Ospriocerus diversus là một loài ruồi trong họ Asilidae. Ospriocerus diversus được Williston miêu tả năm 1901. Loài này phân bố ở vùng Tân nhiệt đới.